# Kuok Io Keong
Kuok Io Keong (Macau, 12 april 1976) is een Macaus autocoureur.

## Carrière
Kuok reed onder andere in het Macau Touring Car Championship en het Asian Touring Car Championship voordat hij in 2010 zijn debuut maakte in het World Touring Car Championship. Voor het Andy Racing Team reed hij in een Honda Accord Euro R in zijn thuisrace op het Circuito da Guia. Echter kwam zijn auto niet door de technische keuring en mocht hij de races niet starten. In 2011 deed hij opnieuw een poging om in zijn thuisrace te starten voor Corsa Motorsport in een Chevrolet Lacetti. Hij startte dit jaar opnieuw geen van beide races.